# Рудольф, Эрик
Э́рик Ро́берт Ру́дольф (19 сентября 1966, Мерритт-Айленд (Флорида), США) — террорист, принадлежащий к одной из мормонских сект «Церковь Израиля» и осуществивший несколько взрывов на юге США в период с 1996 по 1998 год (в том числе взрыв во время Олимпийских игр в Атланте летом 1996 года), в которых погибли 2 и были ранены как минимум 150 человек. 5 лет входил в список десяти наиболее разыскиваемых ФБР беглецов. Признал свою вину, чтобы избежать смертной казни. Был приговорён к четырём пожизненным заключениям и в настоящее время содержится в тюрьме ADX Florence в Колорадо.

## Ранняя биография
Эрик Рудольф родился в Мерритт-Айленд (Флорида) в 1966 году. Его отец умер в 1981-м, после чего он с матерью, братьями и сестрами переехали в городок Нантахала в округе Мейкон (Северная Каролина). Эрик отучился девять классов в школе Нантахалы, после чего не стал продолжать учебу и устроился работать плотником вместе со своим старшим братом Даниэлем. 
Мать Эрика Патрисия была набожной. Известно, что в 1984 году Эрик и его мать несколько месяцев посещали собрания Церкви Израиля (относится к так называемому арийскому христианству). У Эрика сложились близкие отношения с основателем этой религиозной общины, однако они не продлились долго. Вопрос религиозных взглядов Эрика вообще дискуссионный; сам преступник впоследствии заявлял, что считает себя католиком, а его связь с Церковью Израиля сильно преувеличена.  
В августе 1987 Эрик Рудольф записался в армию США, прошел базовую подготовку. Получил звание специалиста E-4 (что примерно равно капралу), но был демобилизован в январе 1989 года за употребление марихуаны во время службы.
После увольнения из армии Рудольф стал более радикальным в своих антиправительственных убеждениях. Он не признавал банковских счетов и карт, ненавидел полицейских, гомосексуалистов и сотрудников абортариев. 

## Взрывы
Свой первый теракт Эрик Рудольф осуществил 27 июля 1996 года в парке Столетия Олимпиады во время летних Олимпийских игр в Атланте. Преступник оставил в толпе людей рюкзак, в котором находилось взрывное устройство с 20 кг тротила и поражающим элементом в виде шурупов и гвоздей. Стальная пластина должна была дополнительно усилить поражающий эффект, направив осколки в самую гущу людей. За тридцать минут до взрыва Эрик анонимно позвонил в службу спасения и предупредил о том, что в парке скоро произойдёт взрыв. Однако сотрудницы, принявшие звонок, не поверили и не предупредили полицию.
Массовой гибели удалось избежать благодаря бдительности охранника Ричарда Джуэлла, который обнаружил рюкзак, в результате чего людей удалось увести от бомбы. В результате взрыва погибла женщина и были ранены больше ста человек. (Также скончался от сердечного приступа один из очевидцев.) Ричарда Джуэлла сначала считали героем, но через несколько дней стали подозревать в организации теракта. В результате он в течение нескольких месяцев подвергался травле, а ФБР шло по ложному следу.
Эрик Рудольф объяснял этот теракт политическими мотивами: борьбой с «глобальным социализмом» и «межнациональными компаниями». Рудольф заявлял, что олимпийское движение по своей сути продвигает ценности «глобального социализма» и должно быть отменено. Также удар был направлен на правительство США в Вашингтоне, в том числе и за легализацию абортов.
План состоял в том, чтобы принудительно отменить игры или, по крайней мере, создать состояние незащищенности, чтобы опустошить улицы вокруг площадок и, таким образом, съесть огромные суммы денег, которые были вложены в них.
16 января 1997 года Рудольф осуществил второй теракт. На этот раз целью была выбрана клиника, в которой делали аборты, расположенная в пригороде Атланты. В результате пострадали шесть человек. Следующим был взрыв в лесбийском ночном клубе 21 февраля 1997 года; ранены пять человек. Четвёртый теракт 29 января 1998 года, снова в клинике по планированию семьи, на этот раз в Бирмингеме, штат Алабама. В результате погиб полицейский, подрабатывавший в клинике охранником, и тяжело ранена сотрудница клиники. После последнего взрыва Рудольф попался на глаза свидетелю, который заметил его странное поведение, а также то, что он уходил от источника взрыва, а не бежал, чтобы узнать, в чем дело, как все остальные. Свидетель запомнил внешность и номер машины Рудольфа. Вскоре его личность была установлена.

## Арест и суд
Рудольф понял, что его заметили, поэтому пустился в бега. Более пяти лет он скрывался в Национальном лесу Нантахала, в чем ему помогали его навыки выживальщика, полученные во время службы в армии США. Все эти годы он был в списке самых разыскиваемых преступников США. За его поимку была назначена награда в 1 миллион долларов. ФБР проводило масштабные операции: прочесывали лес, осуществляли вертолетные вылеты. За ним также охотились многочисленные группы любителей, желавшие получить награду. 
Семья Рудольфа поддерживала его и отрицала его виновность. Мать и брат заявляли, что их брат стал жертвой провокации спецслужб. Родственники беглеца находились под постоянным контролем ФБР. Дошло до того, что Дэниел Рудольф отрезал себе левую кисть циркулярной пилой и записал это на видео в знак протеста против действий правительства и ФБР. Кисть хирургам удалось пришить обратно и таким образом спасти. 
Все эти годы Эрик жил охотой, собирательством и воровством провизии из зернохранилища, ближайших огородов. Иногда он совершал набеги на мусорные баки городка Мёрфи в Северной Каролине. Именно во время одного из таких рейдов на мусорные баки он был замечен молодым полицейским Джеффри Скоттом Постеллом из Департамента полиции Мёрфи. Полицейский не участвовал в операции по поимке Рудольфа и изначально подумал, что готовится обычная кража со взломом из магазина. 31 мая 2003 года около четырех часов утра Эрик Рудольф был арестован. Он был безоружен и не оказал сопротивления. На момент ареста он был чисто выбрит, с подстриженными усами, волосы выкрашены в черный цвет, на нем была рабочая одежда, камуфляжная куртка и новые кроссовки.
14 октября 2003 года Рудольфу предъявили федеральное обвинение (что позволило бы суду приготовить его к смертной казни). 8 апреля 2005 года Министерство юстиции объявило, что Рудольф согласился на сделку о признании вины, согласно которой он признает себя виновным по всем обвинениям в обмен на сохранение жизни. Он также согласился указать ФБР расположение своих тайников со взрывчаткой, разбросанных по местности, в которой он скрывался. Агентами было обнаружено 110 кг динамита. 
В своем заявлении о признании вины Рудольф заявил, что его акции были направлены на борьбу с абортами и гомосексуалистами; а также что признание вины — лишь тактический ход с его стороны, чтобы избежать смертной казни. Он по-прежнему отказывался признать право властей США судить его как преступника. 
Эрик Рудольф был приговорен к четырем пожизненным срокам без права на условно-досрочное освобождение. Он отбывает заключение в тюрьме максимально строгого режима Флоренс. Как и другие заключенные, 23 часа в сутки он проводит в одиночной камере площадью 7,4 квадратных метра, под круглосуточным наблюдением. 
В тюрьме Рудольф пишет эссе и книги, развивающие его идеи насильственного сопротивления правительству. Поскольку в США преступники не теряют свободу слова, написанные им тексты публикуются как в Интернете, так и в печатном виде, однако прибыль от их продажи правительство изымает в счет уплаты компенсации в миллион долларов, которую Рудольф должен штату Алабама.

## В культуре
- Второй сезон американского сериала-антологии «Охота» рассказывает о преступлениях Рудольфа и его поимке. В роли Рудольфа Джек Хьюстон[5].
- Взрыв в парке Столетия Олимпиады[англ.], в том числе звонок Рудольфа о заложенной бомбе, показаны в фильме 2019 года «Дело Ричарда Джуэлла».